# Baeotus japetus
Baeotus japetus är en fjärilsart som beskrevs av Otto Staudinger 1886. Baeotus japetus ingår i släktet Baeotus och familjen praktfjärilar. Inga underarter finns listade i Catalogue of Life.